# Білоруський парк високих технологій
Парк високих технологій (ПВТ) — це назва спеціального податково-правового режиму, метою якого є створення сприятливих умов для розробки в Республіці Білорусь програмного забезпечення, інформаційно-комунікаційних технологій, спрямованих на підвищення конкурентоспроможності національної економіки.
Привабливість ПВТ полягає не тільки в податкових пільгах, а й у знаннях, інноваціях, а також висококваліфікованих фахівцях. Білоруські фахівці беруть участь у ІТ-проєктах будь-якої складності, починаючи з системного аналізу, консалтингу, підбору апаратних засобів і закінчуючи конструюванням і розробкою складних систем.

## Мета проєкту
Мета проєкту — створити в Білорусі сприятливі умови для розвитку індустрії експортно-орієнтованого програмування, розвитку інших експортних виробництв, заснованих на нових і високих технологіях, а також для концентрації кадрового, науково-виробничого та інвестиційно-фінансового потенціалу.

## Умови праці
Парк високих технологій наділений правом надання податкових пільг на систематичній основі. Резиденти ПВТ звільняються від усіх корпоративних податків, включаючи податок на додану вартість, податок на прибуток, а також митні збори. Передбачалося, що індивідуальний прибутковий податок для співробітників компаній-резидентів Парку буде мати фіксовану ставку і становитиме 9 %, проте з 1 січня 2021 року ставка була збільшена до стандартного рівня по країні — 13%.

## Факти і цифри
- Більше 30 % співробітників Парку — жінки
- Більше 70 % співробітників Парку — молоді люди віком до 28 років
- Компанії з 50 країн світу є замовниками Парку високих технологій
- 80 % виробленого в Парку програмного забезпечення йде на експорт
- 45 % постачається в США і Канаду, 30 % до країн Європи, 20 % до Росії і СНД

## Резиденти
Станом на травень 2016 року резидентами Парку високих технологій є 152 компанії, які займаються розробкою програмних продуктів і наданням ІТ-послуг клієнтам більш ніж з 61 країни світу.

## Розташування
Територія Парку високих технологій розташована поряд з основними транспортними магістралями столиці: центральним проспектом Мінська, кільцевою автомобільною дорогою, дорогою до Національного міжнародного аеропорту (відстань до аеропорту — 40 км), залізницею Берлін-Мінськ-Москва.
У Парку високих технологій діє екстериторіальний принцип реєстрації компаній-резидентів. Проте, згідно з Декретом № 12, виділено 50 гектар землі для зведення фізичної інфраструктури на території Парку високих технологій.
Згідно з генеральним планом забудови, майбутній фізичний Парк високих технологій стане втіленням ідеї хай-тек міста, жителі якого будуть жити, працювати і відпочивати в комфортних умовах.
Науково-виробнича зона включатиме в себе комплекс науково-дослідних і виробничих будівель для IT-компаній резидентів ПВТ. Житлова зона буде складатися з багатоповерхових будівель для проживання спеціалістів компаній-резидентів, а також дитячого садка і школи. У діловій та освітній зоні будуть розташовані бізнес-центр, офіси IT-компаній, гуртожиток для студентів IT-Академії і готель. Суспільно-спортивна зона включатиме в себе багатофункціональні спортивні зали, басейн, сауну, фітнес-центр, «стежку здоров'я», ресторан, кафе і центр здоров'я.